# Ramire III
Ramire III de León, né vers 961 à Destriana et mort le 26 juin 985 près d'Astorga, est roi de León de 966 à 981.

## Biographie

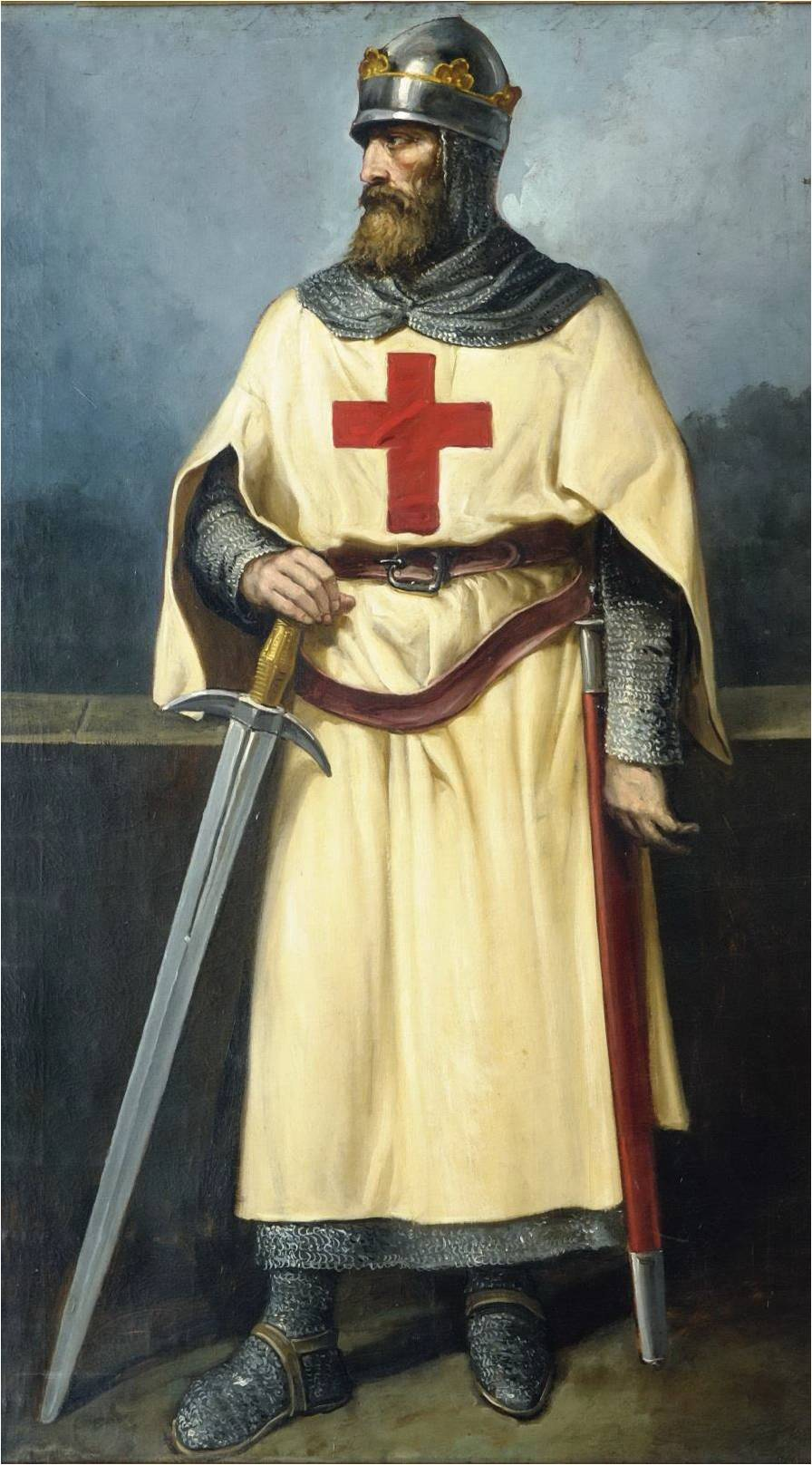
Ramire III de Léon.

À l'âge de cinq ans, Ramire III succède à son père Sanche Ier. Le gouvernement effectif est assuré par sa tante la nonne Elvira Ramirez de 966 à 975, puis à partir de 975 par sa mère Teresa. Allié à la Castille, Ramire III est vaincu par les musulmans en 975, puis de nouveau à Rueda, en 981, avec les Castillans et les Navarrais, à la suite de quoi il perd Simancas. 
En octobre 981, les nobles vassaux de Galice se révoltent contre Ramire III et élisent comme roi Bermude, un fils illégitime d'Ordoño III. La tentative de création d'un nouveau royaume tourne court car Ramire III meurt dès 985, au moment où il s'apprête à entrer en guerre contre les révoltés.

## Source
- Adeline Rucquoi Histoire médiévale de la Péninsule ibérique Point Histoire H 180 éditions du Seuil Paris 1993  (ISBN 2020129353).